# Yuridia
Yuridia   (Hermosillo, 4 d'octubre de 1985) és una cantant i compositora mexicana.

## Biografia
Nascuda en Hermosillo, Sonora, va migrar als 8 anys al costat de la seva família a Mesa, Arizona on va participar en concursos locals de cant. Una vegada, mentre jugava a nines a casa d'una veïna, es va quedar sola i el germà va tocar-se davant seu. Va saltar a la fama l'any 2005, en participar en la quarta edició del reality xou mexicà La Academia, on va obtenir el segon lloc.
Reconeguda com una de les intèrprets d'origen mexicà amb majors assoliments comercials en la indústria musical, és considerada la màxima venedora de discos a Mèxic en els últims 10 anys, registrant més de 2 milions de còpies venudes al llarg de la seva carrera a Mèxic i prop de 3 milions d'unitats a nivell mundial. Ha estat guardonada amb diversos premis nacionals i internacionals i ha realitzat reeixides presentacions a Mèxic, Estats Units, Veneçuela i Costa Rica incloent escenaris com l'Auditori Nacional en la Ciutat de Mèxic, Monterrey, Guadalajara, Los Angeles i el Palau dels Esports a Heredia.
Compta amb sis materials discogràfics. La Voz de un Ángeel, llançant l'any 2005, després de la seva participació en L'Acadèmia; va ser l'àlbum més venut l'any 2006 a Mèxic. En l'últim trimestre de l'any 2006, va llançar Habla el Corazón, que va vendre més de 100,000 còpies en el primer dia de llançament sent creditor a certificació de platí; seguit pel seu primer àlbum inèdit Entre Mariposas l'any 2007. Dos anys més tard, va tornar amb la producció Nada es de Color de Rosa, segon material inèdit. L'any 2011, va llançar el seu tercer àlbum de covers Para Mí. El seu més recent producció és 6, llançat en el quart trimestre del 2015, amb el qual commemora els seus primers 10 anys de carrera.